# Обыкновенная чешуйница

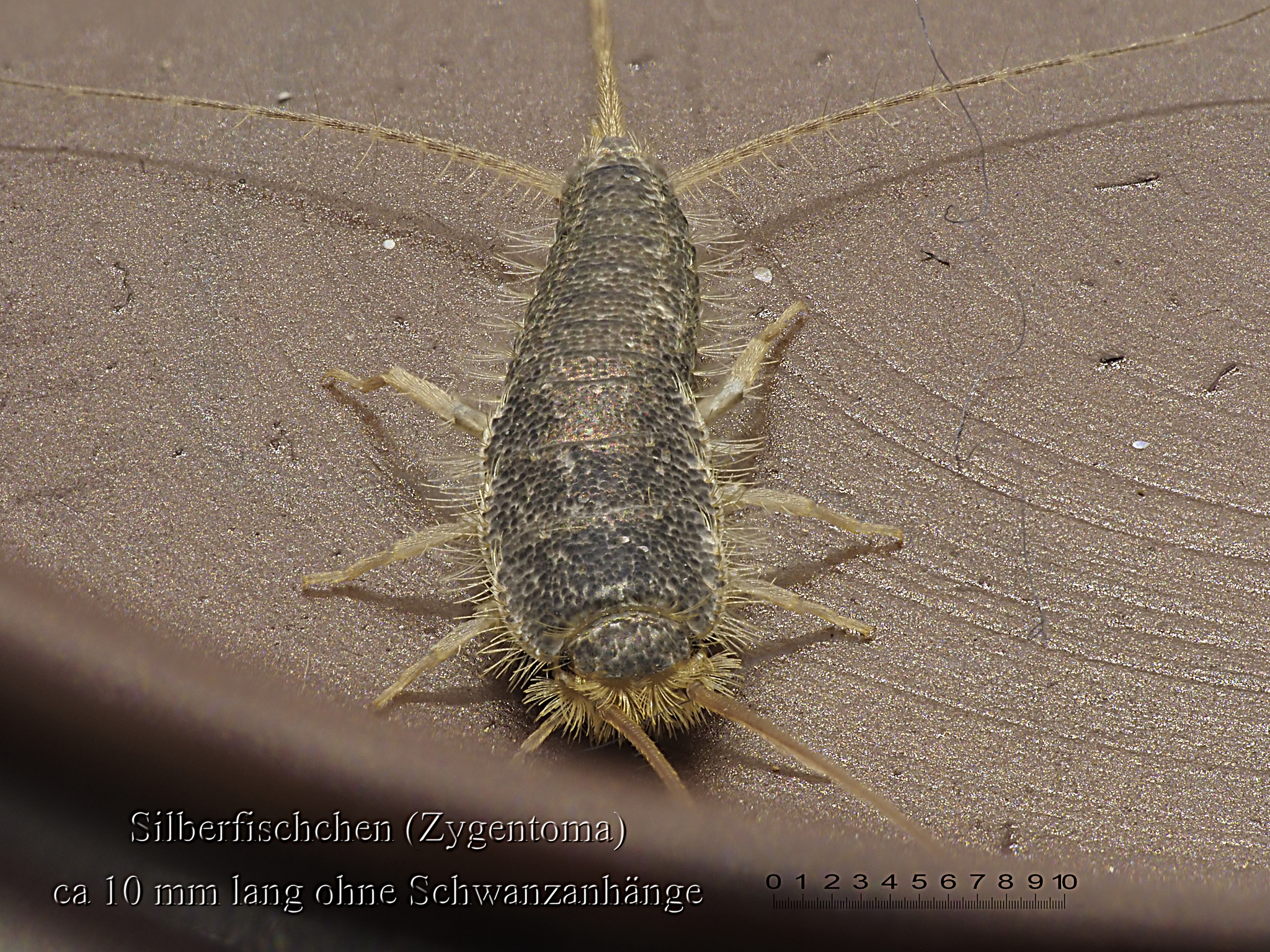
Фото с высоким разрешением

Обыкнове́нная чешу́йница, или сахарная чешуйница (лат. Lepisma saccharina), — мелкое бескрылое насекомое из отряда щетинохвосток, часто обитающее в жилых домах или на продовольственных складах.

## Описание
Длина насекомого составляет 8—19 мм. Тело плоское, постепенно сужающееся к концу; после третьей линьки покрыто мелкими серебристо-серыми чешуйками, благодаря которым насекомое получило своё русское название, а во множестве других языков — название «серебряная рыбка». От хвоста отходят три нити, две из которых направлены в стороны и одна назад. От головы отходят длинные усики, направленные вперёд. За чешуйниц иногда ошибочно принимают одну из губоногих многоножек — обыкновенную мухоловку (Scutigera coleoptrata), отличающуюся от чешуйницы большим количеством длинных ног.

## Образ жизни
Чешуйницы предпочитают влажные и тёмные места — в природе их можно встретить в опавшей листве, под корягами, камнями и т. д. В помещениях они также предпочитают аналогичные условия — если в доме сухо и светло, чешуйниц там не будет. Предполагают, что они происходят из тропиков — оптимальные условия обитания насекомого составляют +21…+26 °C и 75—97 % влажности. Активны ночью, в остальное время прячутся. В случае попадания на свет стараются быстро скрыться. Передвигаются быстро, по пути делая короткие остановки.
Питаются продуктами растительного происхождения, содержащими крахмал или полисахариды; их рацион может включать сахар, муку, клей, книжный переплёт, бумагу, фотографии, содержащие крахмал ткани. Еда переваривается бактериальной микрофлорой кишечника, оставаясь в нём на время порядка недели. Из складских помещений могут быть занесены в дом через покупку туалетной бумаги или картонок с бумажными салфетками. Безвредны для человека и домашних животных и не являются переносчиками заболеваний, но могут портить сырую бумагу.